# Dana Puchnarová
Dana Puchnarová (22. ledna 1938 Praha – 11. června 2025 Dobříš) byla akademická malířka, grafička, ilustrátorka, autorka realizací v architektuře, výtvarná pedagožka a publicistka. 

## Život
V letech 1954–1958 studovala v Praze na Výtvarné škole Václava Hollara a dále pak v letech 1958–1964 na pražské malířské akademii u prof. Karla Součka a Ladislava Čepeláka.
Svá díla vystavovala již v době studií na Akademii výtvarných umění v Praze, kde absolvovala roku 1964 s cyklem grafiky k povídkám Františka Kafky. Raná tvorba umělkyně vychází z exprese, gesta a z počátku souvisí s informelem a jeho českými modifikacemi.
Od roku 1991 pracovala jako pedagog na Katedře výtvarné výchovy Pedagogické fakulty Univerzity Palackého Olomouc. Účastnila se celkem 132 skupinových výstav v ČR i v zahraničí, uspořádala přes 30 samostatných výstav, byla nositelkou několika cen a uznání. Byla členkou Spolku olomouckých výtvarníků a SČUG Hollar.
V roce 1995 byla po ní pojmenována nově objevená planetka 11105 Puchnarová, kterou objevila Jana Tichá.